# 47 Ursae Majoris c
47 Ursae Majoris c, chiamato anche Taphao Kaew, è un pianeta extrasolare che orbita attorno a 47 Ursae Majoris, una stella simile al Sole.

È attualmente il pianeta più esterno conosciuto nel suo sistema planetario. La sua orbita e la sua massa non sono ancora note con certezza, ma potrebbe avere un periodo orbitale di oltre 20 anni e una massa di almeno 1,34 volte quella di Giove.

## Scoperta
Come la maggior parte dei pianeti extrasolari, 47 Ursae Majoris c, è stato scoperto misurando i cambiamenti della velocità radiale nella sua stella causati dalla gravità del pianeta.
Al tempo della scoperta si conosceva già un altro pianeta attorno a 47 Ursae Majoris: 47 Ursae Majoris b. Ulteriori misurazioni nella velocità radiale hanno rivelato un'altra periodicità nei dati non attribuibile al primo pianeta. Questa periodicità potrebbe essere spiegata ipotizzando un secondo pianeta, 47 Ursae Majoris c, con un periodo orbitale di 7 anni. Osservazioni sulla fotosfera della stella escluderebbero che tale periodicità possa essere spiegata dall'attività stellare di 47 UMa. La scoperta del secondo pianeta è stata annunciata nel 2002.
Tuttavia misurazioni successive non sono riuscite a confermare la presenza del pianeta e analisi su dati che coprono un periodo più lungo, pari a 6900 giorni, suggeriscono che, sebbene la presenza di un secondo pianeta sia probabile, periodi orbitali prossimi ai 2500 giorni hanno un'alta probabilità di rivelarsi "falsi positivi", e che il modello che meglio si adatta alle osservazioni consiste in un pianeta con periodo di 7586 giorni (quasi 21 anni) a una distanza di 7,73 UA dalla stella. Per queste ragioni, i parametri di 47 Ursae Majoris c sono tuttora molto incerti.

## Caratteristiche
Dato che il pianeta è stato individuato solo indirettamente, caratteristiche quali il raggio, la composizione e la temperatura non sono note.
Considerata la sua massa, il pianeta è con ogni probabilità un gigante gassoso senza una superficie solida.